# Paul Rudnick
Paul M. Rudnick (ur. 29 grudnia 1957 w Piscataway) – amerykański scenarzysta i dramatopisarz. Sztuki jego autorstwa to między innymi I Hate Hamlet, Jeffrey, The Most Fabulous Story Ever Told i Valhalla. Pisze on również dla Premiere Magazine pod pseudonimem Libby Gelman-Waxner. Otwarcie przyznaje się, że jest gejem.

## Filmografia
| Rok  | Film             | Jako                                                                |
| ---- | ---------------- | ------------------------------------------------------------------- |
| 1993 | Rodzina Addamsów | pisarz                                                              |
| 1995 | Jeffrey          | scenarzysta                                                         |
| 1997 | In & Out         | pisarz                                                              |
| 2000 | Isn't She Great  | scenarzysta                                                         |
| 2003 | Marci X          | pisarz                                                              |
| 2004 | Żony ze Stepford | scenarzysta, na podstawie powieści pod tym samym tytułem Iry Levina |